# Autoritratto (van Dyck 1620-21)
Attorno al 1620, van Dyck dipinse tre autoritratti, uno conservato a Monaco, uno a San Pietroburgo e questo a New York. In questo autoritratto van Dyck si mostra ancora una volta sicuro di sé. Indossa un abito di seta nera e fa ricadere la mano, con un anello al dito, con un gesto molle al di sotto del volto.